# The Miami News

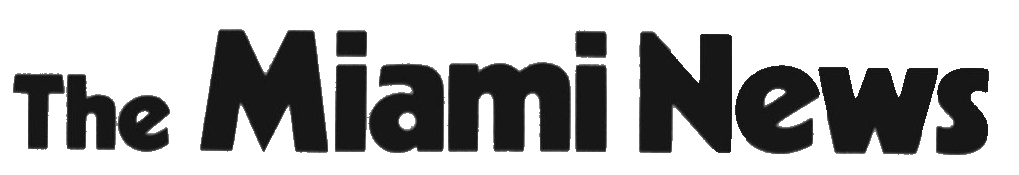

The Miami News est un quotidien du soir américain publié à Miami de 1896 à 1988. Créé comme hebdomadaire sous le nom The Miami Metropolis, il devient quotidien en 1903 et prend le nom The Miami Daily News-Metropolis à son rachat par James Middleton Cox en 1923 ; deux ans plus tard « Metropolis » disparait du titre. Il a reçu 5 prix Pulitzer entre 1939 et 1980.